# 베트남 여자 축구 국가대표팀
베트남 여자 축구 국가대표팀은 베트남을 대표하는 여자 축구 대표팀으로 베트남 축구 연맹에서 관리하고 있다. 1997년 10월 인도네시아에서 열린 태국과의 1997년 동남아시아 경기 대회 여자 축구 A조 개막전에서 국제 A매치 첫 경기를 치렀고 이 경기에서 2-3으로 패했으며 하계 올림픽 본선과는 인연이 없지만 남자대표팀과 함께 동남아시아 축구 강호로 손꼽힌다.

## 국제 대회 경력

### AFC 여자 아시안컵
여자 아시안컵 본선에는 9번 출전하여 2023년 FIFA 여자 월드컵 아시아 지역 예선격인 2022년 대회 플레이오프에서 태국과 대만을 꺾고 최종 5위로 2014년 대회 6위 이후 8년만에 아시안컵 역대 최고 성적을 거두면서 남녀 대표팀을 통틀어 사상 첫 월드컵 본선 진출에 성공했다.

### FIFA 여자 월드컵
2023년 대회를 통해 사상 첫 월드컵 본선 진출에 성공했으나 본선에서는 FIFA 여자 월드컵 최다 우승팀 미국, 전 대회 준우승팀 네덜란드, 같은 처녀 출전팀 포르투갈을 상대로 단 1골도 넣지 못한 채 조별리그에서 탈락하며 세계 축구의 높은 벽을 실감했다.

### 아시안 게임
아시안 게임에는 1998년 대회를 시작으로 6회 연속 출전하여 2014년 대회에서 베트남 여자 축구 역사상 최초로 아시안 게임 4강에 진출하며 아시안 게임 축구 역대 최고 성적을 거두었고 차기 대회인 2018년 대회에서는 8강에 이름을 올렸다.

### 아세안 여자 챔피언십
아세안 여자 챔피언십에는 11번의 대회에 모두 출전하여 이 중 6번의 대회에서 결승에 올라 3번의 우승과 3번의 준우승을 차지하면서 태국에 이어 2번째로 가장 많은 우승 기록을 보유하고 있다.

### 동남아시아 경기 대회
동남아시아 경기 대회 9번의 대회 중 6번의 대회에서 금메달을 목에 걸었고 3번의 대회에서 각각 은메달 2개, 동메달 1개를 획득하면서 동남아 여자 선수권 대회에 이어 동남아 경기 대회에서도 최다 우승국 타이틀을 가지고 있다.

## 성적

### FIFA 여자 월드컵
| FIFA 여자 월드컵 기록 | FIFA 여자 월드컵 기록 | FIFA 여자 월드컵 기록 | FIFA 여자 월드컵 기록 | FIFA 여자 월드컵 기록 | FIFA 여자 월드컵 기록 | FIFA 여자 월드컵 기록 | FIFA 여자 월드컵 기록 | FIFA 여자 월드컵 기록 |
| 년도                  | 결과                  | 순위                  | 전                    | 승                    | 무*                   | 패                    | 득                    | 실                    |
| --------------------- | --------------------- | --------------------- | --------------------- | --------------------- | --------------------- | --------------------- | --------------------- | --------------------- |
| 1991                  | 불참                  | 불참                  | 불참                  | 불참                  | 불참                  | 불참                  | 불참                  | 불참                  |
| 1995                  | 불참                  | 불참                  | 불참                  | 불참                  | 불참                  | 불참                  | 불참                  | 불참                  |
| 1999                  | 불참                  | 불참                  | 불참                  | 불참                  | 불참                  | 불참                  | 불참                  | 불참                  |
| 2003                  | 지역 예선 탈락        | 지역 예선 탈락        | 지역 예선 탈락        | 지역 예선 탈락        | 지역 예선 탈락        | 지역 예선 탈락        | 지역 예선 탈락        | 지역 예선 탈락        |
| 2007                  | 지역 예선 탈락        | 지역 예선 탈락        | 지역 예선 탈락        | 지역 예선 탈락        | 지역 예선 탈락        | 지역 예선 탈락        | 지역 예선 탈락        | 지역 예선 탈락        |
| 2011                  | 지역 예선 탈락        | 지역 예선 탈락        | 지역 예선 탈락        | 지역 예선 탈락        | 지역 예선 탈락        | 지역 예선 탈락        | 지역 예선 탈락        | 지역 예선 탈락        |
| 2015                  | 지역 예선 탈락        | 지역 예선 탈락        | 지역 예선 탈락        | 지역 예선 탈락        | 지역 예선 탈락        | 지역 예선 탈락        | 지역 예선 탈락        | 지역 예선 탈락        |
| 2019                  | 지역 예선 탈락        | 지역 예선 탈락        | 지역 예선 탈락        | 지역 예선 탈락        | 지역 예선 탈락        | 지역 예선 탈락        | 지역 예선 탈락        | 지역 예선 탈락        |
| 2023                  | 조별 리그             | 32위                  | 3                     | 0                     | 0                     | 3                     | 0                     | 12                    |
| 2027                  | To be determined      | To be determined      | To be determined      | To be determined      | To be determined      | To be determined      | To be determined      | To be determined      |
| Appearances           | 1/9                   | 조별 리그             | 3                     | 0                     | 0                     | 3                     | 0                     | 12                    |

| FIFA 여자 월드컵 역사 | FIFA 여자 월드컵 역사 | FIFA 여자 월드컵 역사 | FIFA 여자 월드컵 역사 | FIFA 여자 월드컵 역사 | FIFA 여자 월드컵 역사 |
| 시즌                  | 단계                  | 상대팀                | 스코어                | 결과                  | 장소                  |
| --------------------- | --------------------- | --------------------- | --------------------- | --------------------- | --------------------- |
| 2023                  | 조별 리그             | 미국                  | 0–3                   | 패배                  | 오클랜드, 뉴질랜드    |
| 2023                  | 조별 리그             | 포르투갈              | 0–2                   | 패배                  | Hamilton, 뉴질랜드    |
| 2023                  | 조별 리그             | 네덜란드              | 0–7                   | 패배                  | Dunedin, 뉴질랜드     |

### 올림픽 축구
- 1996년 ~ 2000년: 불참
- 2004년 ~ 2024년: 예선 탈락

### AFC 여자 아시안컵
- 1975년 ~ 1997년: 불참
- 1999년: 조별 예선
- 2001년: 조별 예선
- 2003년: 조별 예선
- 2006년: 조별 예선
- 2008년: 조별 예선
- 2010년: 조별 예선
- 2014년: 6위
- 2018년: 조별 예선
- 2022년: 5위

### 아시안 게임
- 1990년 ~ 1994년: 불참
- 1998년: 조별 예선
- 2002년: 6위
- 2006년: 조별 예선
- 2010년: 조별 예선
- 2014년: 4위
- 2018년: 8강

### 아세안 여자 축구 선수권 대회
- 2004년: A팀 3위, B팀 준우승
- 2006년: 우승
- 2007년: 3위
- 2008년: 준우승
- 2011년: 3위
- 2012년: 우승
- 2015년: 4위
- 2016년: 준우승
- 2018년: 3위

### 동남아시아 경기 대회
- 1985년: 불참
- 1995년: 불참
- 1997년: 3위
- 2001년: 우승
- 2003년: 우승
- 2005년: 우승
- 2007년: 준우승
- 2009년: 우승
- 2013년: 준우승
- 2017년: 우승
- 2019년: 우승
- 2021년: 우승
- 2023년: 우승
- 2025년:

## 같이 보기
- 베트남 축구 국가대표팀